# Mistrzostwa Świata w Piłce Nożnej 2026 (eliminacje strefy AFC)/Grupa E
W Grupie E drugiej rundy eliminacji do Mistrzostw Świata 2026 biorą udział następujące zespoły:
- Iran
- Uzbekistan
- Turkmenistan
- Hongkong (zwycięzca dwumeczu z  Bhutanem w pierwszej rundzie eliminacji)

## Tabela
| Lp. | Drużyna      | M | Z | R | P | B+ | B– | +/– | Pkt | Kwalifikacja            |     |     | Uzbekistan | Turkmenistan | Hongkong |
| --- | ------------ | - | - | - | - | -- | -- | --- | --- | ----------------------- | --- | --- | ---------- | ------------ | -------- |
| 1   | Iran         | 6 | 4 | 2 | 0 | 16 | 4  | +12 | 14  | Awans do trzeciej rundy |     |     | 0–0        | 5–0          | 4–0      |
| 2   | Uzbekistan   | 6 | 4 | 2 | 0 | 13 | 4  | +9  | 14  | Awans do trzeciej rundy |     | 2–2 |            | 3–1          | 3–0      |
| 3   | Turkmenistan | 6 | 0 | 2 | 4 | 4  | 14 | −10 | 2   |                         |     | 0–1 | 1–3        |              | 0–0      |
| 4   | Hongkong     | 6 | 0 | 2 | 4 | 4  | 15 | −11 | 2   |                         | 2–4 | 0–2 | 2–2        |              |          |

## Wyniki
| 16 listopada 202315:00 CET | Turkmenistan | 1:3(1:0) | Uzbekistan                           | Stadion Aşgabat, Aszchabat Widzów: 19 500 Sędzia: Hiroyuki Kimura |
| 16 listopada 202315:00 CET | Durdyýew 44' | 1:3(1:0) | 57', 77' Shukurov · 90+1' Shomurodov | Stadion Aşgabat, Aszchabat Widzów: 19 500 Sędzia: Hiroyuki Kimura |

| 16 listopada 202315:30 CET | Iran                                          | 4:0(2:0) | Hongkong | Stadion Azadi, Teheran Widzów: 6 191 Sędzia: Nazmi Nasaruddin |
| 16 listopada 202315:30 CET | Azmun 12', 15' · Taremi 87' · Rezajijan 90+2' | 4:0(2:0) |          | Stadion Azadi, Teheran Widzów: 6 191 Sędzia: Nazmi Nasaruddin |

| 21 listopada 202313:00 CET | Hongkong                   | 2:2(1:2) | Turkmenistan     | Hong Kong Stadium, Hongkong Widzów: 6 601 Sędzia: Adel Al-Naqbi |
| 21 listopada 202313:00 CET | Wong Wai 12' · Camargo 65' | 2:2(1:2) | 4', 36' Mingazow | Hong Kong Stadium, Hongkong Widzów: 6 601 Sędzia: Adel Al-Naqbi |

| 21 listopada 202314:00 CET | Uzbekistan                | 2:2(0:2) | Iran                       | Stadion Bunyodkor, Taszkent Widzów: 32 551 Sędzia: Mohammed Abdulla Mohamed |
| 21 listopada 202314:00 CET | Urunov 52' · Sergeyev 83' | 2:2(0:2) | 14' Rezajijan · 38' Taremi | Stadion Bunyodkor, Taszkent Widzów: 32 551 Sędzia: Mohammed Abdulla Mohamed |

| 21 marca 202413:00 CET | Hongkong                        | 0:2(0:0) | Uzbekistan | Mong Kok Stadium, Hongkong Widzów: 6 263 Sędzia: Kim Woo-sung |
| 21 marca 202413:00 CET | 49' Shomurodov · 66' Ashurmatov | 0:2(0:0) |            | Mong Kok Stadium, Hongkong Widzów: 6 263 Sędzia: Kim Woo-sung |

| 21 marca 202415:30 CET | Iran                                                              | 5:0(2:0) | Turkmenistan | Stadion Azadi, Teheran Widzów: 23 109 Sędzia: Yusuke Araki |
| 21 marca 202415:30 CET | Kananizadegan 10', 48' · Azmun 13' · Mohebi 56' · Noorafkan 90+2' | 5:0(2:0) |              | Stadion Azadi, Teheran Widzów: 23 109 Sędzia: Yusuke Araki |

| 26 marca 202415:30 CET | Uzbekistan                                | 3:0(1:0) | Hongkong | Stadion Bunyodkor, Taszkent Widzów: 29 584 Sędzia: Ahmed Faisal Al Ali |
| 26 marca 202415:30 CET | Shomurodov 20' · Erkinov 63' · Urunov 70' | 3:0(1:0) |          | Stadion Bunyodkor, Taszkent Widzów: 29 584 Sędzia: Ahmed Faisal Al Ali |

| 26 marca 202416:00 CET | Turkmenistan | 0:1(0:1) | Iran | Stadion Aşgabat, Aszchabad Widzów: 10 230 Sędzia: Sivakorn Pu-udom |
| 26 marca 202416:00 CET | 45+5' Gajedi | 0:1(0:1) |      | Stadion Aşgabat, Aszchabad Widzów: 10 230 Sędzia: Sivakorn Pu-udom |

| 6 czerwca 202414:00 CEST | Hongkong                   | 2:4(1:2) | Iran                                     | Hong Kong Stadium, Hongkong Widzów: 9 992 Sędzia: Qasim Al-Hatmi |
| 6 czerwca 202414:00 CEST | Ma Hei Wai 14' · Pinto 59' | 2:4(1:2) | 12' (k), 34' (k), 56' Taremi · 65' Azmun | Hong Kong Stadium, Hongkong Widzów: 9 992 Sędzia: Qasim Al-Hatmi |

| 6 czerwca 202416:30 CEST | Uzbekistan                                 | 3:1(2:1) | Turkmenistan  | Stadion Bunyodkor, Taszkent Sędzia: Yusuke Araki |
| 6 czerwca 202416:30 CEST | Aliqulov 17' · Urunov 29' · Nasrullaev 70' | 3:1(2:1) | 25' Tirkishov | Stadion Bunyodkor, Taszkent Sędzia: Yusuke Araki |

| 11 czerwca 202417:00 CEST | Turkmenistan | 0:0(0:0) | Hongkong | Stadion Aşgabat, Aszchabad Sędzia: Hussein Abo Yehia |
| 11 czerwca 202417:00 CEST |              | 0:0(0:0) |          | Stadion Aşgabat, Aszchabad Sędzia: Hussein Abo Yehia |

| 11 czerwca 202419:00 CEST | Iran | 0:0(0:0) | Uzbekistan | Stadion Azadi, Teheran Widzów: 15 403 Sędzia: Kim Jong-hyeok |
| 11 czerwca 202419:00 CEST |      | 0:0(0:0) |            | Stadion Azadi, Teheran Widzów: 15 403 Sędzia: Kim Jong-hyeok |

## Strzelcy

### 5 goli
- Mehdi Taremi

### 4 gole
- Sardar Azmun

### 3 gole
- Eldor Shomurodov
- Oston Urunov

### 2 gole
- Hosejn Kananizadegan
- Ramin Rezajijan
- Ruslan Mingazow
- Otabek Shukurov

### 1 gol
- Everton Camargo
- Ma Hei Wai
- Anthony Pinto
- Wong Wai
- Mahdi Gajedi
- Mohammad Mohebi
- Omid Noorafkan
- Meýlis Durdyýew
- Shanazar Tirkishov
- Husniddin Aliqulov
- Rustam Ashurmatov
- Khojimat Erkinov
- Sherzod Nasrullaev
- Igor Sergeyev